# Kramy i jatki drewniane w Krakowie

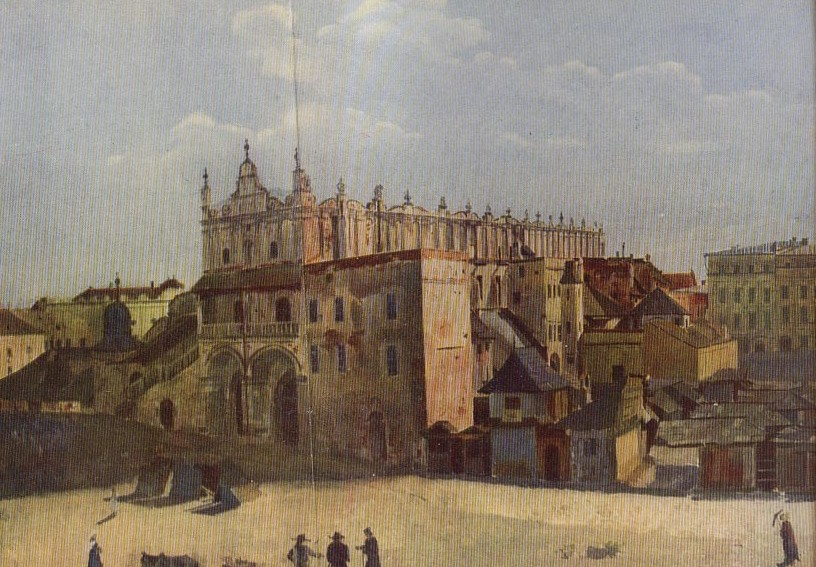
Kramy, jatki, stragany i budy wokół Sukiennic na Rynku Głównym

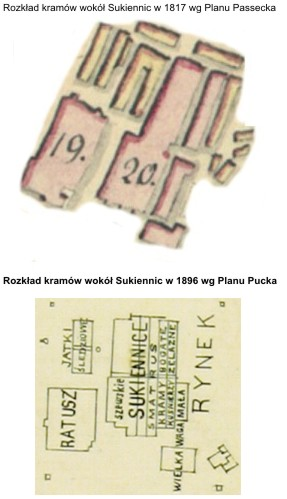
Lokalizacja kramów, jatek i straganów przy Sukiennicach na Rynku Głównym

Kramy wokół sukiennic – wszelkie zabudowania handlowe zlokalizowane wokół krakowskich sukiennic od średniowiecza do XIX wieku.
Krakowski Rynek zajmowały pierwotnie liczne budowle służące gospodarce i władzom miejskim, takie jak wagi miejskie, kramy, stragany i ławy, jatki i budy, topnie kruszców, postrzygalnie (w tym syndykówka), langierówka, ratusz, ale także zachowane do dzisiaj sukiennice i wieża ratuszowa. Oprócz Kramów Bogatych i Kramów Szewskich na rynku zlokalizowanych było wiele kramów, jatek, straganów i bud drewnianych, wśród nich:
- po wschodniej stronie Sukiennic
  - kramy kuśnierskie – zlokalizowane w południowo-wschodniej części rynku, przylegające do Kramów Bogatych
  - kramy różne – zlokalizowane między Kościołem Mariackim a Kościołem św. Wojciecha
  - kramy żelazne – zlokalizowane pomiędzy krakowskimi sukiennicami a kościołem Mariackim, mniej więcej w miejscu dzisiejszej fontanny.
- po zachodniej stronie Sukiennic
  - kramy rybne
  - jatki śledziowe – zlokalizowane w północno-zachodniej części rynku, wolno stojące między Ratuszem a wylotem ul. Sławkowskiej
  - kramy olejne
  - kramy powroźnicze
  - kramy mączniaków
  - kramy owsiane
  - kramy solarzy
  - kramy garncarskie
  - kramy garbarzy (garbarzy czerwonych)
  - kramy piekarskie
  - kramy szklane
- po północnej stronie Sukiennic
  - kramy różne

Mnogość kramów i jatek oraz ich zabudowa zmieniały się, począwszy od XIII wieku, aż do końca XIX wieku, kiedy to zostały wszystkie wyburzone.

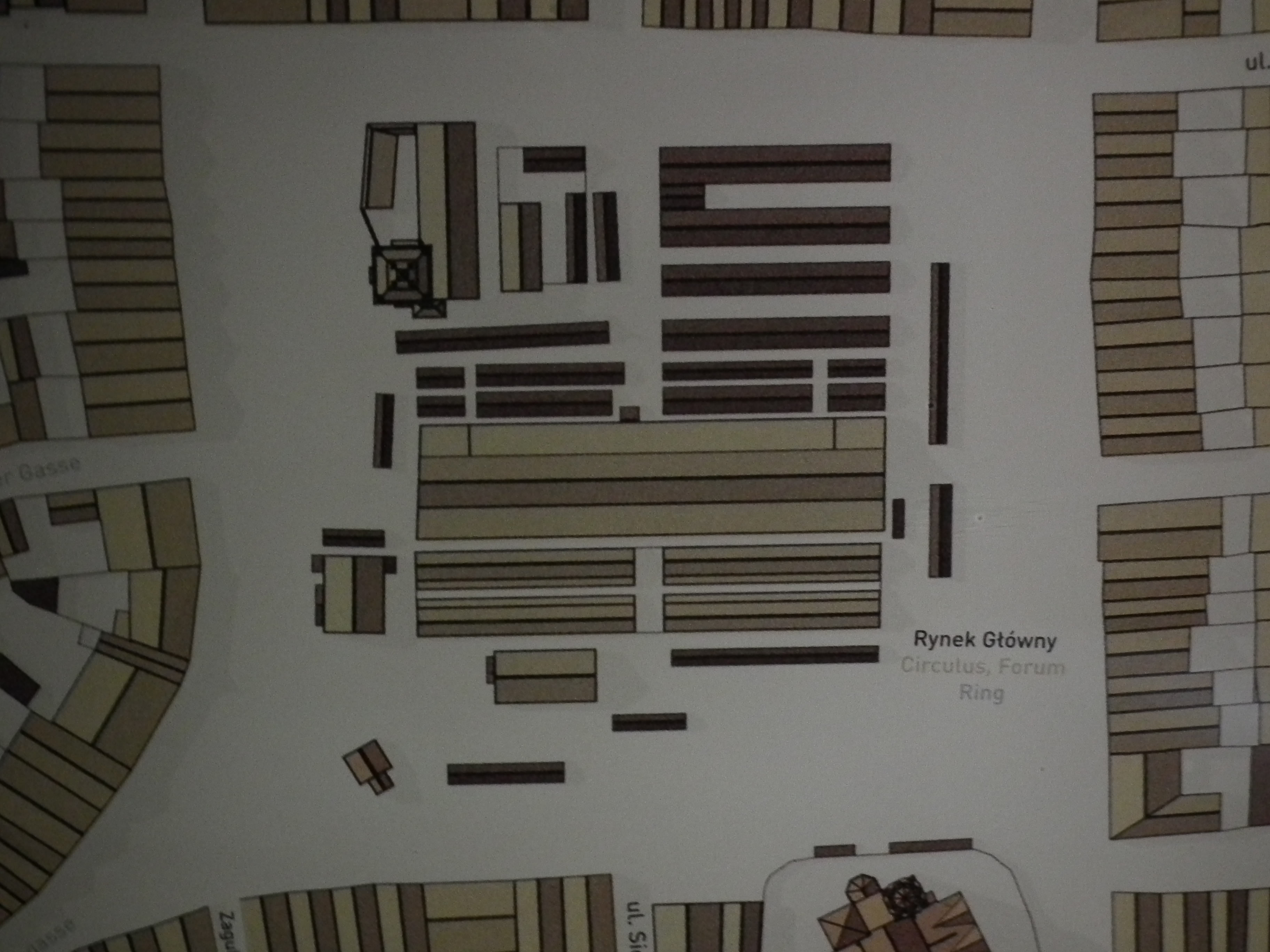
Rozkład kramów na rynku krakowskim (plan z Muzeum Historycznego Miasta Krakowa)
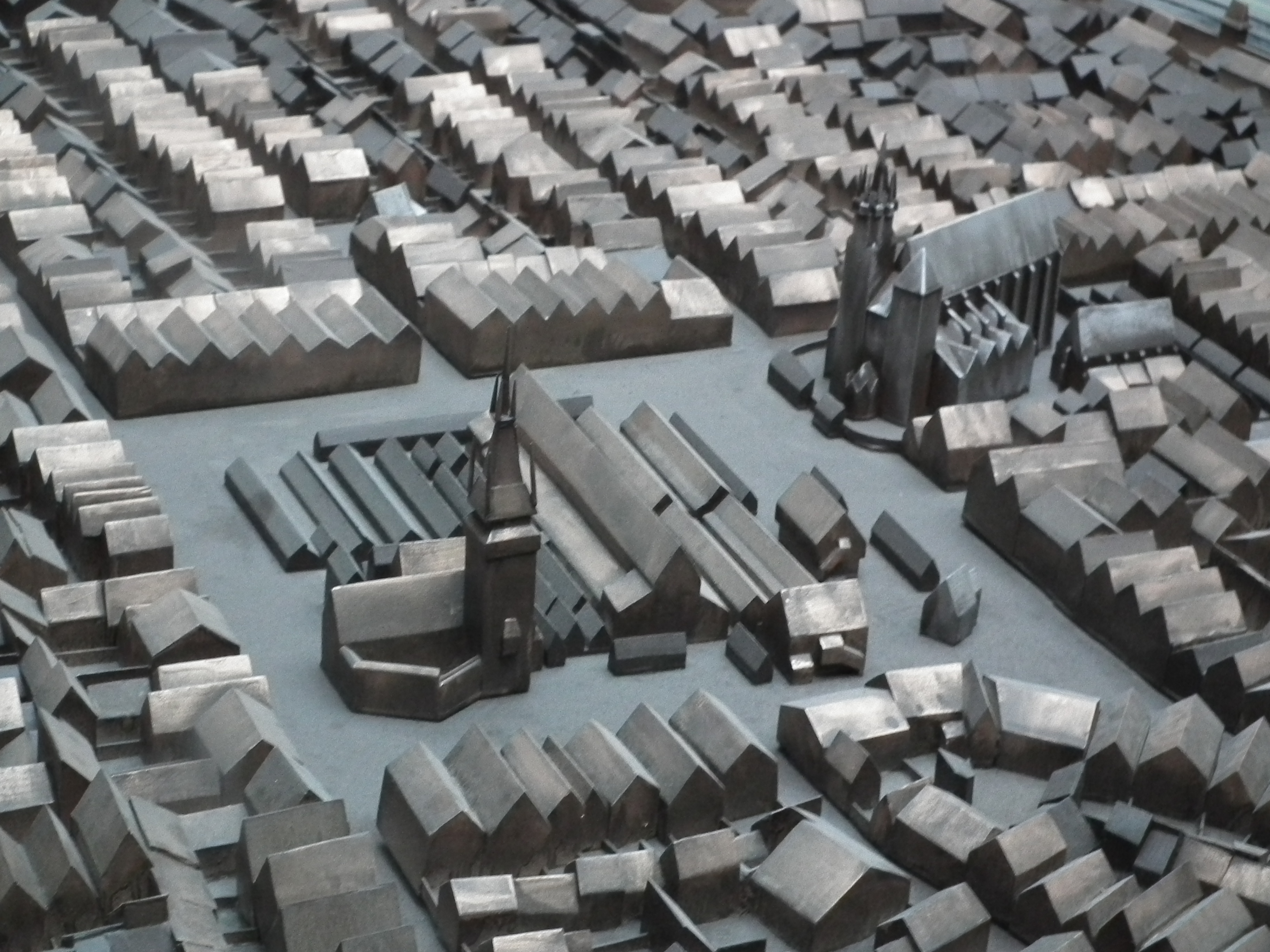
Rozkład kramów na rynku krakowskim (makieta z Muzeum Historycznego Miasta Krakowa)